# Lehká expedice
Lehká expedice je horolezecký (sportovní) styl výškového horolezectví. Účastní se nanejvýše šest účastníků, umělý kyslík se používá pouze pro lékařské účely, nosiči jen do základního tábora. Při výstupu se připouštějí postupové tábory a zabezpečování přelezených úseků fixními lany, také návraty a opakované pokusy (definice UIAA z října 1985).